# Rolf Benning
Rolf Benning (* 25. Dezember 1932; † 30. August 2012) war ein deutscher Fußballspieler, der von 1955 bis 1962 in der zu jener Zeit erstklassigen Oberliga West für den Duisburger SpV aktiv war.
DSV-Trainer Fred Harthaus verpflichtete den talentierten jungen Stürmer 1955 vom TuS Großenbaum (heute GSG Duisburg) und schon in seiner ersten Oberligasaison war er mit elf Toren in 25 Einsätzen bester Torschütze der Duisburger. Die erfolgreichste Runde erlebte der langjährige Leistungsträger 1956/57, als er in der Oberliga West mit dem Spielverein die Vizemeisterschaft erreichte und damit in die Endrunde um die deutsche Fußballmeisterschaft 1957 einzog. Dort belegte er mit seinen Mannschaftskameraden Willi Koll, Walter Münnix, Hans Lohmann und Ernst Wechselberger mit 4:2 Punkten hinter dem Hamburger SV den zweiten Gruppenplatz. Der B-Nationalspieler beendete auch in Duisburg seine Laufbahn. Nach dem Oberliga-Abstieg 1962 spielte Rolf Benning noch bis 1964/65 in der zweitklassigen Regionalliga West für den später umbenannten Fusionsverein Eintracht Duisburg. Später war er in unterschiedlichen Funktionen bei der GSG Duisburg tätig.